# Abdelkrim El Hadrioui
Abdelkrim El Hadrioui (arab. عبد الكريم الحضريوي; ur. 6 marca 1972 w Tazie) – marokański piłkarz grający na pozycji obrońcy.
Grał w takich klubach jak FAR Rabat, SL Benfica i AZ Alkmaar.
Z reprezentacją Maroka wystąpił na Mistrzostwach Świata 1994 i Mistrzostwach Świata 1998.